# بزرگراه آیت‌الله سعیدی
بزرگراه آیت‌الله سعیدی (نام پیشین: بزرگراه شهیاد) بزرگراهی با کشیدگی شمالی-جنوبی در جنوب‌غرب تهران است که در سوی شمالی از میدان آزادی آغاز می‌شود و در گذرگاه خود از میدان فتح، خیابان قزوین، یافت‌آباد و میدان زمزم می‌گذرد و در آخر به بزرگراه آزادگان و جاده تهران-ساوه می‌رسد.

## تقاطع ها
| از شمال به جنوب                    | از شمال به جنوب                                              | از شمال به جنوب |
| ---------------------------------- | ------------------------------------------------------------ | --------------- |
| میدان آزادی                        | بزرگراه مخصوص کرج بزرگراه جناح خیابان آزادی                  |                 |
| BRT 2 و BRT 10 ایستگاه میدان آزادی |                                                              |                 |
| دوربرگردان                         |                                                              |                 |
| BRT 2 ایستگاه هاشمی                |                                                              |                 |
| دوربرگردان                         |                                                              |                 |
| میدان فتح                          | بزرگراه شهید متوسلیان بزرگراه یادگار امام خیابان نوری نیارکی |                 |
| BRT 2 ایستگاه بختیاری              |                                                              |                 |
| BRT 2 ایستگاه شمشیری               |                                                              |                 |
| سه راه بوتان گاز                   | خیابان قزوین خیابان شمشیری                                   |                 |
| دوربرگردان                         |                                                              |                 |
| BRT 10 ایستگاه درمانگاه مشیری      |                                                              |                 |
|                                    | خیابان چهل و پنج متری زرند                                   |                 |
| دوربرگردان                         |                                                              |                 |
| چهارراه یافت آباد                  | بلوار معلم خیابان یافت آباد                                  |                 |
| BRT 10 ایستگاه بلوار معلم          |                                                              |                 |
| دوربرگردان                         |                                                              |                 |
| سه راه فلاح                        | خیابان پیغمبری                                               |                 |
| BRT 10 ایستگاه آموزش و پرورش       |                                                              |                 |
| پل بهاران                          | خیابان عسگری خیابان برادران بهرامی                           |                 |
| BRT 10 ایستگاه شهرداری منطقه هجده  |                                                              |                 |
| دوربرگردان                         |                                                              |                 |
| BRT 10 ایستگاه سروی                |                                                              |                 |
| میدان سروری (زمزم)                 | بزرگراه شهید چراغی بزرگراه شهید کاظمی                        |                 |
| BRT 10 ایستگاه مترو نعمت آباد      |                                                              |                 |
| ایستگاه متروی نعمت آباد            |                                                              |                 |
| دوربرگردان                         |                                                              |                 |
| ایستگاه متروی آزادگان              |                                                              |                 |
| BRT 10 ایستگاه مترو آزادگان        |                                                              |                 |
|                                    | بزرگراه آزادگان جاده تهران-ساوه                              |                 |
| از جنوب به شمال                    |                                                              |                 |

## نگارخانه

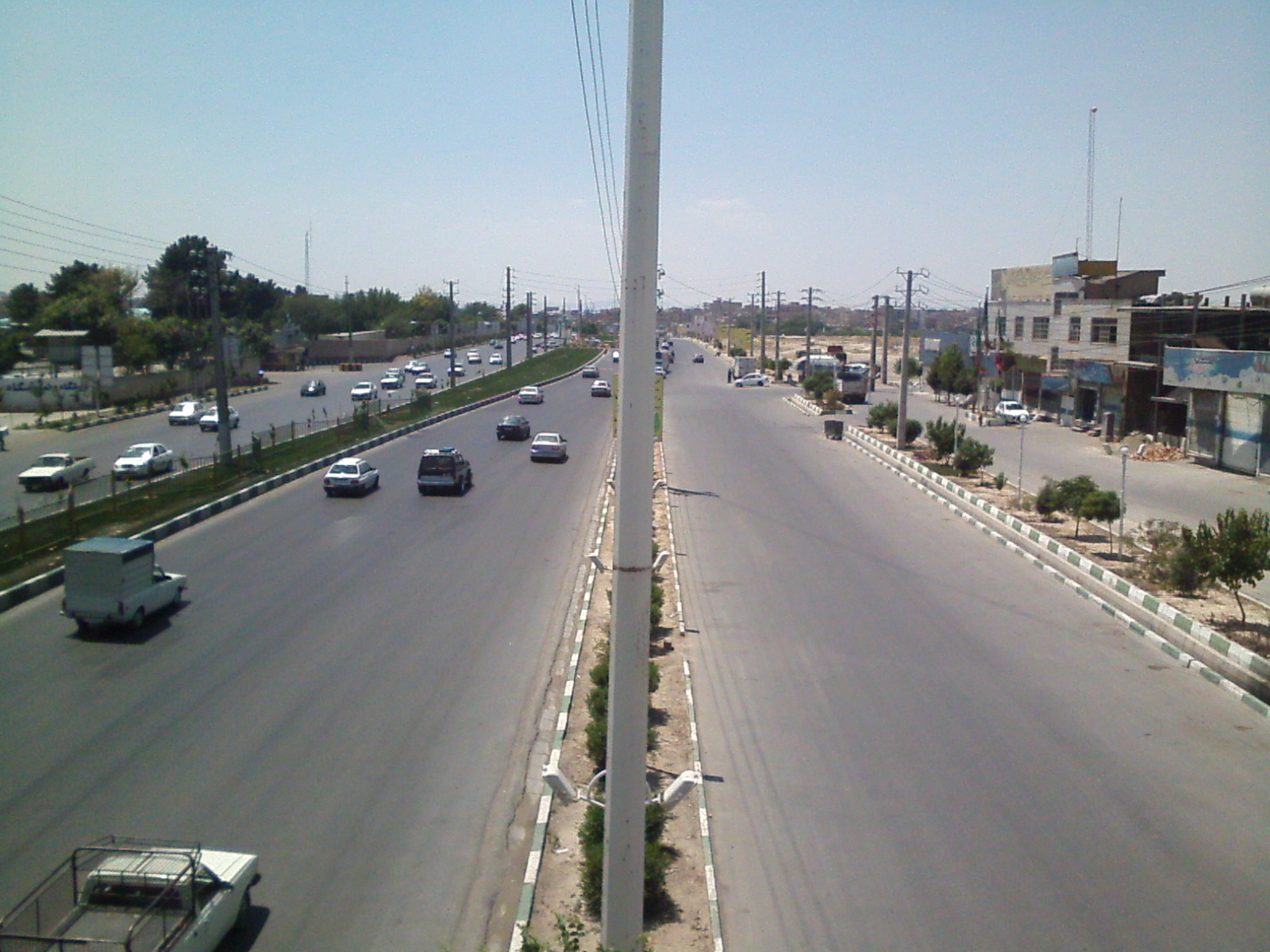
بزرگراه آیت‌الله سعیدی - حوالی شهرک حصارک پایین شهرستان بهارستان
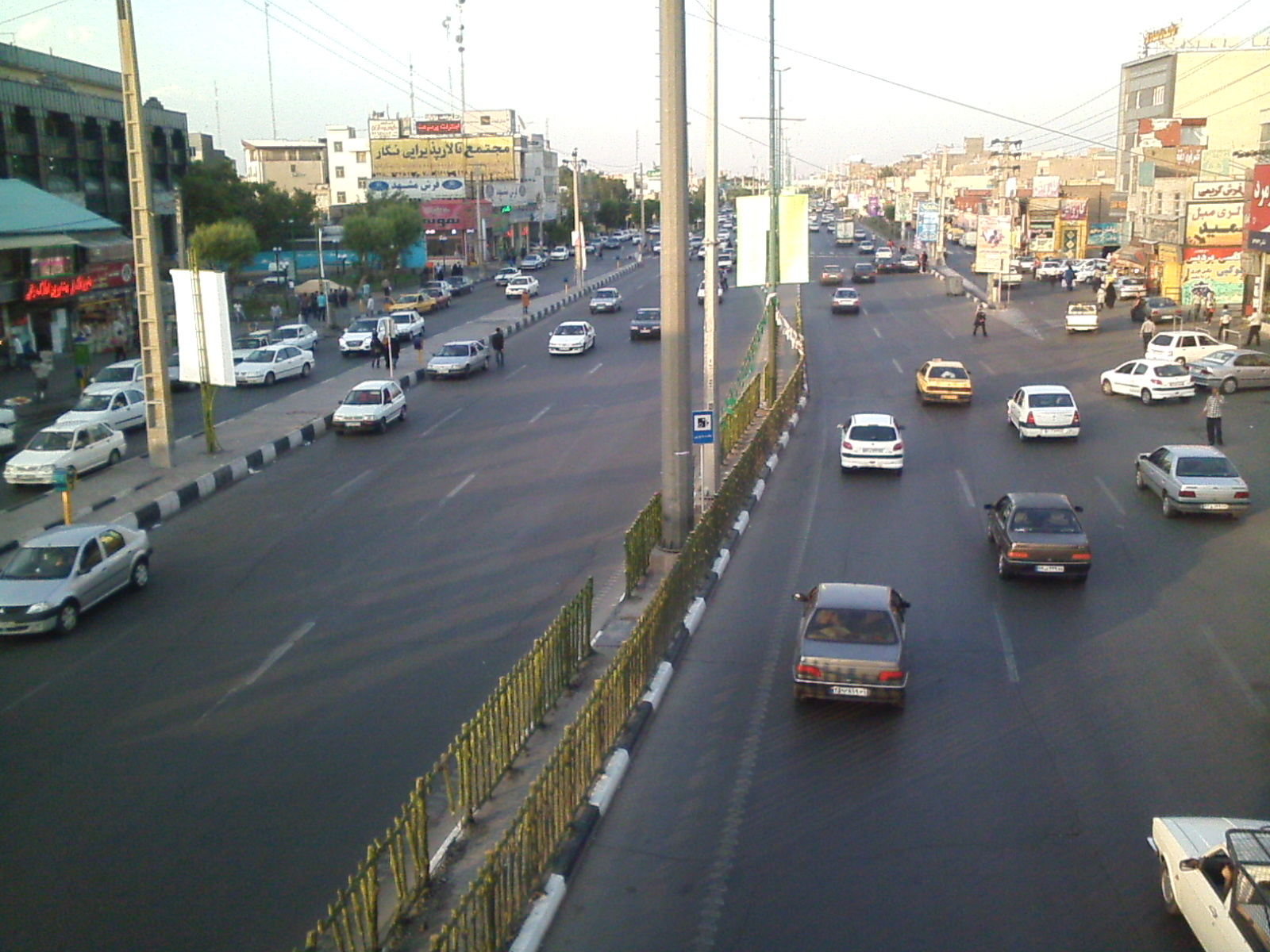
بزرگراه آیت‌الله سعیدی - حوالی سر نوری اسلامشهر